# Stadtschulpflegschaft
Stadtschulpflegschaft ist die in Nordrhein-Westfalen gebräuchliche Bezeichnung für eine Elternvertretung auf örtlicher Ebene. Sie kann auch als Gemeindeschulpflegschaft oder Kreisschulpflegschaft organisiert werden. Es handelt sich jeweils um Formen der überschulischen Elternmitwirkung – also insbesondere die Vertretung der Elternbelange gegenüber dem kommunalen Schulträger –, bei der die Elternvertretungen der einzelnen Schulen (Schulpflegschaften) auf örtlicher oder überörtlicher Ebene zusammenarbeiten.
Im Schulgesetz für das Land Nordrhein-Westfalen ist eine besondere Rechtsgrundlage für diese Zusammenarbeit geschaffen worden (§ 72 Abs. 4).
Weitere Regelungen bestehen dazu nicht.